# Я не говорю по-английски
«Я не говорю по-английски» — итальянская кинокомедия производства 1995 года. Премьера фильма состоялась 26 октября 1995 года.

## Сюжет
Италия. Руководитель небольшого страхового агентства Серджо Коломбо живёт спокойной провинциальной жизнью. Ему 62 года, и его жизнь трудно назвать счастливой — потому что жена уже потеряла к нему интерес, и днями подряд болтает по телефону. А взрослую дочь не интересует ничего кроме мальчиков.
Всё неожиданно меняется в тот день, когда приходит сообщение о том, что крупная английская фондовая компания приобрела в собственность его страховое агентство. Обязательное требование новых инвесторов — ведение дел лишь на английском языке. А Серджо его не знает. И если он его не выучит, то скоро ему придётся попрощаться с работой.
Чтобы научиться английскому языку, он отправляется в школу в Оксфорде. Все его одноклассники — подростки, гиперактивные дети, со свойственными их возрасту взглядами на жизнь. Такое необычное соседство создаёт кучу комичных ситуаций, которые, впрочем, не проходят для всех их участников бесполезно. Кроме того, молодая жена одного из преподавателей очень хочет войти в интимную близость с Серджо, к чему тот был абсолютно не готов.
Однако курс обучения подходит к концу. Серджо пора возвращаться домой…

### В ролях
- Паоло Вилладжо
- Паола Кваттрини
- Кьяра Носкезе
- Джон Армстед
- Лаура Мильяччи
- Стефания Спуньини
- Айан Прайс
- Антонио Баллерио
- Джорджо Бьявати

## Цитаты
- «Я горжусь тем, что вырос на капучино и оладьях».
- «Папа, ты зануда, как Флинстоун»!